# NGC 6985-1
NGC 6985-1 (другие обозначения — PGC 65306, MCG -2-53-1, VV 546, IRAS20422-1117) — спиральная галактика (Sa) в созвездии Водолей.
Этот объект входит в число перечисленных в оригинальной редакции «Нового общего каталога».